# Коротков, Александр Михайлович
Алекса́ндр Миха́йлович Коротко́в (22 ноября 1909 года, Москва — 27 июня 1961 года, там же) — руководящий деятель советской разведки, разведчик-оперативник, генерал-майор (1956). Один из заместителей руководителя КГБ СССР (1952—1958) и ГРУ ГШ (1958—1961), с 1935 по 1952 года — занимал посты в НКВД/ МГБ СССР по разведке и диверсиям за границей. Соратник И. А. Серова.
Кавалер шести орденов Красного Знамени (из них четыре награждения — 1944, 1945, 1949, 1956) и двух орденов Красной Звезды (1943, 1944).

## Биография

### Юношеские годы
Отец, работавший до революции в Русско-Азиатском банке в Китае, ушёл из семьи ещё до рождения Александра. Мать, уехав в Москву, воспитывала Александра, старшего брата Павла (в будущем известного футболиста) и дочь Нину одна.
После окончания 9 классов средней школы в 1927 году работал помощником электромонтёра. Свободное от работы время проводил на стадионе «Динамо» на Петровке. Там он и встретился с Вениамином Герсоном. Герсон был помощником Ф. Э. Дзержинского, а потом и В. Р. Менжинского и был одним из тех, кто стоял у истоков общества Динамо. Он обратил внимание на незаурядные физические данные А. М. Короткова во время футбольного матча.
В октябре 1928 года по личной рекомендации В. Л. Герсона был принят на работу в Комендатуру Административно-хозяйственного Управления ОГПУ монтёром по лифтам и лифтёром. Однако уже в декабре 1928 года был переведён в ИНО ОГПУ, где работал делопроизводителем, а затем старшим делопроизводителем.

### 1930-е
С января 1930 года — помощник оперуполномоченного, а затем оперуполномоченный 2-го, 7-го, а затем снова 2-го отделений ИНО ОГПУ. Весной 1932 года прошёл краткосрочную оперативную и языковую подготовку. В 1933 году направлен на нелегальную разведработу в Париж через Австрию и Швейцарию в составе оперативной группы «Экспресс», возглавляемой Л. Л. Никольским (А. М. Орловым), впоследствии сбежавшим на Запад. Задачей группы была разработка Второго бюро (разведка) французского Генерального штаба, проведение вербовок в его важнейших подразделениях. В Париже Коротков находился вместе со своей женой Марией Борисовной Вильковыской. Здесь же в семье Коротковых родилась дочь Софья.
Выдавая себя за австрийца чешского происхождения Районецкого, A. M. Коротков поступил в Сорбонну на курс антропологии. Одновременно начал учёбу в школе радиоинженеров. В университете по заданию Орлова пытался завербовать студента, работавшего фотографом во Втором бюро, однако этот контакт попал в поле зрения французской контрразведки. Во избежание провала, A. M. Короткова временно вывели в Германию, а оттуда в СССР. С 1935 года — уполномоченный резерва отдела кадров, затем оперуполномоченный 7-го отделения ИНО ГУГБ НКВД СССР.
В апреле 1936 года под именем Владимира Петровича Коротких и прикрытием должности представителя Наркомтяжпрома при торгпредстве СССР в Германии направлен в долгосрочную командировку в Берлин. На месте принял на связь ряд ценных агентов. В Берлине среди прочего занимался получением новых образцов германской военной техники.
В декабре 1937 года получил задание выехать во Францию для нелегальной работы. Он должен был возглавить группу, созданную для ликвидации ряда предателей. В августе 1937 года возглавляемая Коротковым группа ликвидировала Г. С. Агабекова («Жулик»), в июле того же года — секретаря международного объединения троцкистов Рудольфа Клемента.
По утверждению Павла Судоплатова, ликвидация Г. С. Агабекова была организована в Париже в августе 1937 года «с помощью турецкого боевика сотрудником НКВД, впоследствии генералом КГБ и начальником внешней разведки А. М. Коротковым». По версии, изложенной Борисом Бажановым, НКВД спровоцировал Агабекова на участие в перепродаже ценностей, награбленных в Испании, и он был «ликвидирован» НКВД в районе испано-французской границы. Труп Агабекова так никогда и не был найден.
В 1938 году был отозван в Москву и переведён в резерв назначения. В 1939 году уволен из органов НКВД. Однако после письма на имя Л. П. Берии Коротков был восстановлен на службе в разведке: с апреля 1939 года – старший уполномоченный, а с мая 1939 г. – заместитель начальника 1-го (немецкого) отделения 5-го отдела ГУГБ НКВД. В том же году был принят в члены ВКП(б).

Как правило, сотрудники НКВД, уволенные со службы до наступления пенсионного возраста (таковых почти что и не было), старались как можно быстрее уйти в тень, устроиться на какую-нибудь неприметную должность, а если имелась возможность, то вообще покинуть Москву. Подальше от греха. Знали, что часто за такими уволенными месяца через три-четыре ночью «приходили в сапогах».
Коротков поступил с точностью наоборот. Некоторые друзья и близкие посчитали даже, что он просто сошёл с ума. Он обжаловал решение наркома в письме на имя того же самого наркома! Не только отверг все, как ему казалось, возможные мотивы увольнения, но по сути (по форме, разумеется, вежливо) потребовал восстановить на службе в разведке.
О степени изумления Берии можно только догадываться.

В конце 1939 года выезжал в загранкомандировки в Данию и Норвегию под прикрытием должности дипкурьера НКИДа.

### 1940-е
В июле 1940 года по инициативе начальника разведки П. М. Фитина был направлен на месяц в Германию под прикрытием стендиста по обслуживанию советских выставок в Кёнигсберге и Лейпциге для восстановления связи с особо ценными источниками, работа с которыми была законсервирована в 1936–1938 годах. В конце августа 1940 года вновь возвращается в Берлин в качестве заместителя резидента легальной резидентуры под прикрытием должности 3-го секретаря полпредства СССР в Германии. Там он активизировал восстановленные связи, в частности, с Вилли Леманом («Брайтенбах»), установил личные контакты с руководителями антифашистского подполья Харро Шульце-Бойзеном («Старшина»), Адамом Кукхофом («Старик»), Куртом Шумахером («Тенор»). От этих антифашистов резидентура получала наиболее ценную информацию о подготовке Германии к нападению на Советский Союз. За год работы Короткова резидентуру в Германии удалось увеличить с одного сотрудника до 13 человек. За свою работу он заслужил прозвище «король нелегалов».
В первые дни войны, когда здание советского полпредства в Берлине было блокировано гестапо, рискуя жизнью, сумел несколько раз выехать в город для проведения встреч с агентурой, постановки задач и передачи радиостанции для связи с Центром и питания к радиостанции. Вскоре в числе интернированных сотрудников Полпредства СССР в Германии он в рамках советско-германского обмена дипломатами вернулся через Турцию в Москву.
С августа 1941 года – заместитель начальника, а с октября 1941 года – начальник 1-го отдела (разведка в Германии и на оккупированных ею территориях) 1-го управления НКВД СССР. Координировал операции по организации связи с агентурой, руководил подготовкой агентов-нелегалов и их выводом на территорию противника.
В 1943–1944 годах выезжал в Тегеран и дважды в Афганистан для выполнения специальных заданий по ликвидации германской агентуры в этих странах, действуя под фамилией полковника Михайлова.
Был прикреплён к немецкой делегации на церемонии подписания Акта о безоговорочной капитуляции.
С 20 октября 1945 по 19 января 1946 года находился в Берлине в качестве резидента объединённой резидентуры внешней разведки в Германии и заместителя политического советника при СВАГ.
С мая 1946 года – начальник управления «1-Б» (нелегальная разведка) и заместитель начальника ПГУ МГБ СССР. С 29 июля 1947 года – начальник 4-го управления (нелегальная разведка) Комитета информации при Совете Министров СССР, с 19 мая 1949 года – одновременно член Комитета информации.

### 1950-е
С 9 сентября 1950 года — заместитель начальника Бюро № 1 МГБ СССР по разведке и диверсиям за границей. С ноября 1952 года — заместитель начальника ПГУ МГБ СССР и начальник управления «С» (нелегальная разведка). С марта 1953 года — заместитель начальника, с 28 мая 1953 года — и. о. начальника ВГУ МВД СССР. С 17 июля 1953 года — начальник отдела HP ВГУ (нелегальная разведка).
С марта 1954 года — и. о. начальника Спецуправления (НР — нелегальная разведка), врио заместителя начальника ПГУ. С 6 сентября 1955 года — начальник Спецуправления и заместитель начальника ПГУ КГБ при Совете Министров СССР.
В ноябре 1956 года в связи с восстанием в Венгрии был направлен в Венгрию в качестве заместителя руководителя опергруппы КГБ И. А. Серова. Участвовал в оперативных мероприятиях по подавлению венгерского восстания, задержании активных повстанцев и изъятии оружия у населения, а также в захвате и вывозе в Румынию бывшего премьер-министра Венгрии Имре Надя.
С 23 марта 1957 года — Уполномоченный КГБ по координации и связи с МГБ (Министерство государственной безопасности) и МВД ГДР, действовал под прикрытием должности советника Посольства СССР в ГДР.

### Смерть
В середине июня 1961 года был срочно вызван в Москву для доклада в ЦК КПСС. Доклад в ЦК прошёл успешно. 27 июня (после доклада) на теннисном корте Московского комплекса «Динамо» во время игры с начальником ГРУ ГШ И. А. Серовым, с которым он поддерживал дружеские отношения, скончался от разрыва аорты. Похоронен 29 июня на Новодевичьем кладбище в Москве.

## Образ в кино
- «Начальник разведки» (2022) — сериал Кирилла Белевича. В роли Александра Короткова — Игорь Петренко.
- "Поединки. Исключение из правил".

## Награды
- орден Ленина (25.06.1954[15])
- шесть орденов Красного Знамени (05.11.1944[16], 02.03.1945[17], 20.06.1949[15], 26.08.1954, 18.12.1956[18], 1957)
- орден Отечественной войны 1-й степени (21.04.1945[19])
- два ордена Красной Звезды (20.09.1943, 03.11.1944[15])
- медали
- нагрудный знак «Почётный работник ВЧК-ГПУ (XV)» (09.05.1938)
- нагрудный знак «Заслуженный работник НКВД» (27.04.1940)
- нагрудный знак «Почётный сотрудник госбезопасности»
- чехословацкий орден «Боевой Крест 1939 г.»
- югославский орден «Партизанская звезда» 1-й степени (1946)
- орден ГДР «За заслуги перед Отечеством» в золоте (1958)
- государственные награды Польши